# Madrid Fusión

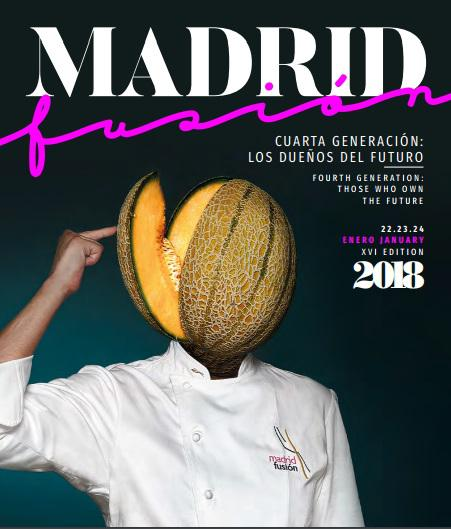
Madrid Fusión 2018

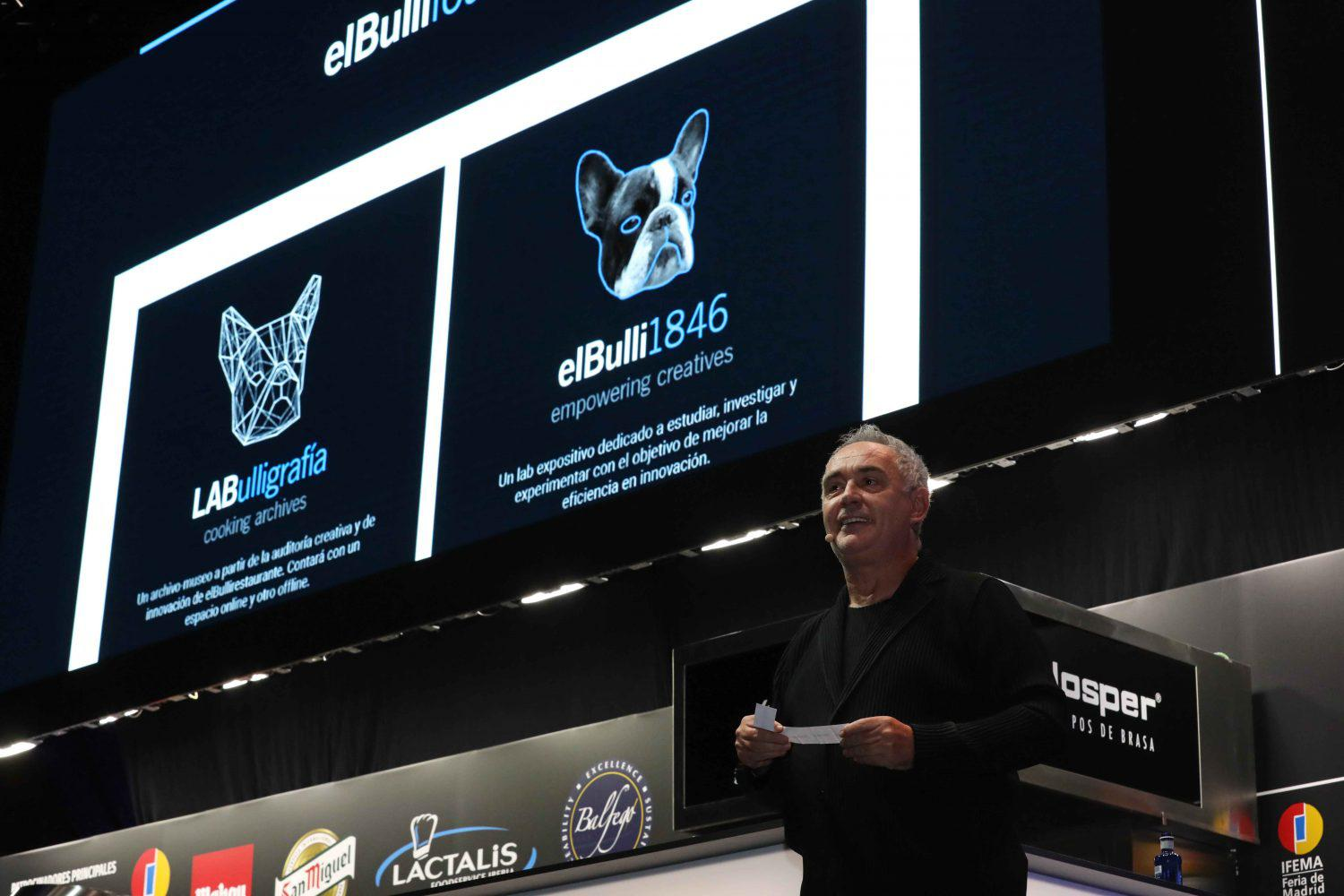
El chef Ferran Adrià en el Madrid Fusión de 2019

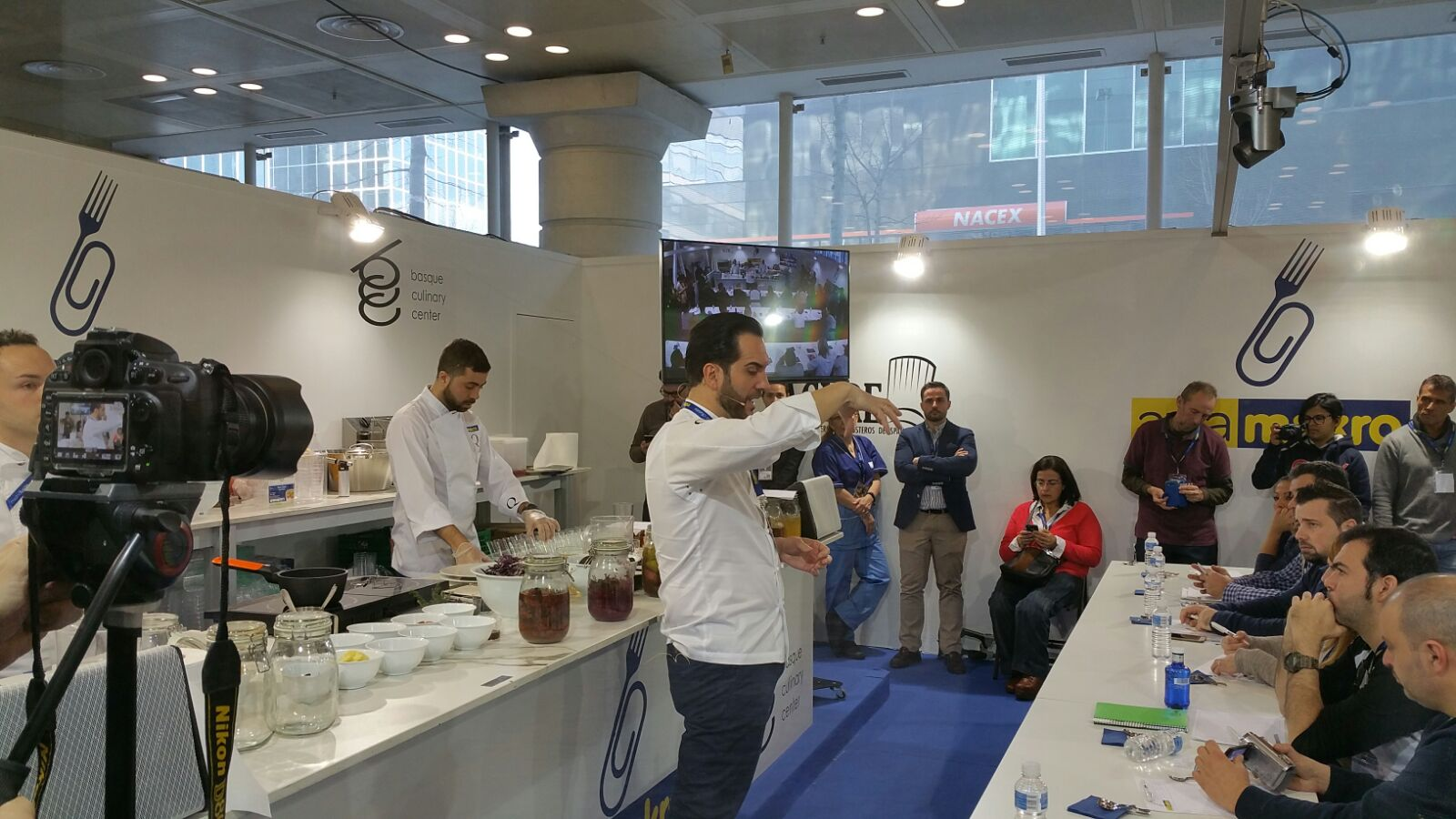
Actividad en Madrid Fusión 2017

El Congreso Internacional de Gastronomía Madrid Fusión se celebra anualmente en Madrid, capital de España, desde el año 2003. 
Madrid Fusión se celebra tradicionalmente en el mes de enero en el Palacio Municipal de Congresos, Campo de las Naciones de Madrid. En él han participado cocineros de enorme prestigio, tanto españoles como del resto del mundo. En su edición de 2020 cambio de pabellón a uno más pequeño en el IFEMA

## Ediciones

### I Edición - 2003
Aconteció del 20 al 23 de enero. Participaron, entre otros, Juan Mari Arzak, Ferrán Adriá, Martín Berasategui, Pedro Subijana, Salvador Gallego, Pedro Larumbe, Abraham García, Juan Pablo Felipe, Patricia Quintana, Charlie Trotter, Hervé This, Alfonso Iaccarino, y Tetsuya Wakuda. También las cocineras Carme Ruscalleda, la mexicana Patricia Quintana y la turca Gönül Paksoy.
Programa: Se reunieron los más prestigiosos cocineros del momento además de 500 profesionales interesados en aprender lo que se hace en España a través de cursos, catas, debates y exhibición de productos. Los franceses Paul Bocuse, Michel Guérard y Pierre Troisgros recibieron un homenaje "por su contribución a la cocina moderna".

### II Edición - 2004
Tuvo lugar durante los días 13, 14 y 15 de enero. Participaron, entre otros, Juan Mari Arzak, Ferran Adrià, Hilario Arbelaitz, Martín Berasategui, Carlo Cracco, Hervé This, Alain Llorca, Francis Paniego, etc, en ponencias, demostraciones magistrales, degustaciones, conferencias y catas. 
Programa: Se habló de materias primas, de técnicas de elaboración, de desarrollos gastronómicos y nuevas tendencias gastronómicas. Conferencias y Catas sobre "La geometría del vino", "El mundo del cigarro puro", "Arroces del mundo, técnicas de cocción", "El mundo de los whisky de malta", etcétera. Se trató el tema de los "Aperitivos de diseño", a cargo de los maestros cocineros Carlos Abellán, Toni Botella, y Mikel Santamaría con introducción de Pedro Subijana

### III Edición - 2005
Se celebra del 18 al 20 de enero. Participaron, entre otros, Ferrán Adriá, Juan Mari Arzak, Joan Roca, Paco Roncero y Martín Berasategui de España. La presecia internacional, estuvo representada por Carmelo Chiaramonte (Italia), Sat Bains (Gran Bretaña), Tetsuya Wakuda, Yuji Wajika y Kunio Takuoka (Japón), Hervé This y Pierre Gagnaire (Francia), Alex Atala (Brasil) o Herman Lai (Taiwán).
Programa: Técnicas y tratamientos del pescado: Ángel León (La casa del Temple, Toledo), Josean Martínez (Guggenheim, Bilbao) y Nacho Manzano (Casa Marcial, Asturias). El menú de tapas: Pepe Rodríguez Rey (El bohío, Toledo), Andrés Madrigal (Balzac, Madrid) e Iñigo Lavado (Kukuarri, San Sebastián) se enfrentaron con la última cocina urbana. Texturas del aceite de oliva, donde la crío-cocina: García (ex Tragabuches y actual Meliá Don Pepe, Marbella), Paco Roncero (La terraza del Casino, Madrid) y Senen González (Sagartoki, Vitoria). Simplicidad de la vieja cocina: el chef italiano Carmelo Chiaramonte (Il Cucinere, Hotel Katane Palace, Sicilia), la «nueva cocina americana» el británico Sat Bains (Hotel Les clos, Birmingham), el norteamaericano Alfred Portale (Gotham, Nueva York), etcétera.

### IV Edición - 2006
Tuvo lugar del 17 al 19 de enero. Participaron, entre otros, los chefs españoles Ferrán Adriá, Joan y Jordi Roca, Dani García, Martín Berasategui, Angelo Corvitto, Juan Mari Arzak o Jordi Herrera, etc. El programa apuesta por la presencia de jóvenes y arriesgados profesionales de Estados Unidos, como Homaro Cantu, del restaurante Moto de Chicago, Josh DeChellis, del restaurante de Nueva York, Thomas Keller, del restaurante Per Se de Nueva York, o Ken Oringer, del restaurante Clio de Boston. También estuvieron prestigiosos profesionales europeos como el francés Frederic Bau, de la Escuela Valrhona, o el británico Heston Blumenthal, del restaurante The Fat Duck.
Programa: Distintas conferencias para mostrar las últimas tendencias en gastronomía. Catas, concursos y una pequeña feria gourmet en la que se presentan productos del mundo de la restauración. El primer día de la cumbre se realizó un homenaje a los fundadores de la Cocina Americana Actual (Alice Waters, Norman Van Aken, Paul Prudhomme y Mark Miller) y a los medios americanos que han contribuido a difundir el movimiento de renovación de la gastronomía americana actual (John Apple, Ariane & Michael Batterberry, Judith Jones, Robert Parker y Marvin R. Shanken).

### V Edición - 2007
Se celebró los días 15, 16, 17 y 18. Participaron, entre otros, Ferran Adrià, Andoni Luis Aduriz, Juan Mari Arzak, Eneko Atxa, Alberto Chicote, Quique Dacosta, Montse Estruch, Carles Gaig, Salvador Gallego, Dani García, Ricardo Gil, Xabi Gutiérrez, Ángel León, Nacho Manzano, Nati Mateos, Pedro y Marcos Morán, Toño Pérez, Koldo Rodero, Paco Roncero, Santi Santamaria, Ricardo Sanz, Pepe Solla, Sergio y Javier Torres, etc. En el apartado Internacional: los Americanos, Grant Achatz, Dan Barber y Charlie Trotter; los Chinos, Martin Aw Yong, Zhenxiang Dong y Bin Wang; os Franceses, Pascal Barbot, Pierre Hermè y Frédéric Bau; el Inglés, Heston Blumenthal; os Italianos, Davide Oldani y Mauro Uliassi; la Marroquí, Fatéma Hal y los Japoneses, Tetsuya Wakuda y Seiji Yamamoto.
Programa: La organización estuvo centrada especialmente en las materias primas, por los restaurantes granja o los productos en riesgo de extinción. Hubo conferencias sobre la Evolución de las fabes asturianas: de la fabada a las cookies o Coca-cola; El quinto sabor: entre lo salado y lo dulce. Catas comentadas de algas marinas, flores y productos de jardines comestibles. Concursos de bocadillos, de tapas de diseño y de alta cocina con conservas, y 11 barras para degustar productos. En un segundo escenario se realizaron exhibiciones gastronómicas desenfadadas. En el terreno enológico destacó la presencia de los míticos vinos biodinámicos con la figura de su gurú, Nicolás Joly.

### VI Edición - 2008
Se desarrolló entre el 21 y el 24 de enero, con la presencia de 60 chefs internacionales: Entre otros, Paul Pairet Darío Barrio, Daniel Patterson, Fulvio Pierangelini, Susur Lee, Juan Mari Arzak, Sergi Arola y Carme Ruscalleda.
Programa: La cocina invitada fue la escandinava, con cocineros de Dinamarca y Suecia, como Rene Redzepi, Bo Bech, Ramus Kofoed, Mathias Dhalgren y Magnus Ek. Se homenajeó a los telecocineros, a los españoles José Andrés y Karlos Arguiñano, y los británicos Jamie Oliver y Heston Blumenthal, el alemán Tim Mälzer y el francés Joël Robuchon. Hubo concursos de bocadillos, tapas de diseño y cócteles de Autor. Se celebró el I Concurso Internacional de Postres para Restauración Círculo de Chefs Valrhona, el II Concurso de Cocina Creativa Gusti-Negrini y se fallaron los premios al Cocinero Revelación. Hubo una fiesta de fin de congreso a cargo del pastelero Christian Escribá y Els Comediants.

### VII Edición - 2009
Celebrado del 19 al 22 de enero. Madrid Fusión 2009, dio cita a más de 70 chefs internacionales, 130 expositores y unas 7200 personas acreditadas. Esta VII Edición se centró, entre otros temas, en la «cocina con conciencia medioambiental» y para los «modelos de negocio en tiempos de crisis». Entre los cocineros participantes estuvieron, Sébastien Bras, Pedro Miguel Schiaffino, Fernando del Cerro, Paco Morales, Rodrigo De La Calle, Skye Gyngell, y el profesor Santiago Orts, etcétera. Mostraron su enfoque culinario, particularmente desde las corrientes naturalistas, la Gastrobotánica, los restaurantes/chefs con huerta propia (farm food) y su preocupación por la ecología.
También participaron este año Ferrán Adriá, Andoni Luis Aduriz, Heston Blumenthal, etcétera.
Programa: Parte del programa fueron temas como: neonaturalismo culinario, de la cocina con conciencia ecológica y de sus expresiones anglosajonas asociadas (farm-food, organic-food, y nursery food). Y también de la gastrobotánica, el restaurante del futuro y los platos de alto riesgo en la vanguardia. También Bistronomic, la Alta cocina pobre o de imaginación en tiempos de crisis, Ciencia y cocina. etcétera. 
Ferrán Adriá entró en debate, unido a los chefs Andoni Luis Aduriz y Heston Blumenthal y el científico Harlod McGee, sobre la cocina molecular, una muestra de cómo se puede acercar la ciencia hasta la sociedad.
México fue el país invitado en esta ocasión, con varias estrellas de los fogones. El chef mexicano Bricio Domínguez mostró parte de su recetario prehispánico. Su cocina creativa mezcla las recetas del pasado para fusionarlas con la vanguardia internacional.

### Edición 2020
Camila Ferraro, se convierte en la primera mujer en conseguir el premio “Cocinero Revelación” de Madrid Fusión.